# Albertina (ort)
Albertina är en ort i Brasilien.   Den ligger i kommunen Albertina och delstaten Minas Gerais, i den sydöstra delen av landet, 700 km söder om huvudstaden Brasília. Albertina ligger 1 011 meter över havet och antalet invånare är 2 913.
Terrängen runt Albertina är lite kuperad. Närmaste större samhälle är Jacutinga, 9,4 km söder om Albertina.
Omgivningarna runt Albertina är huvudsakligen savann. Runt Albertina är det ganska tätbefolkat, med 65 invånare per kvadratkilometer.